# 里贝拉 (巴塞罗那)

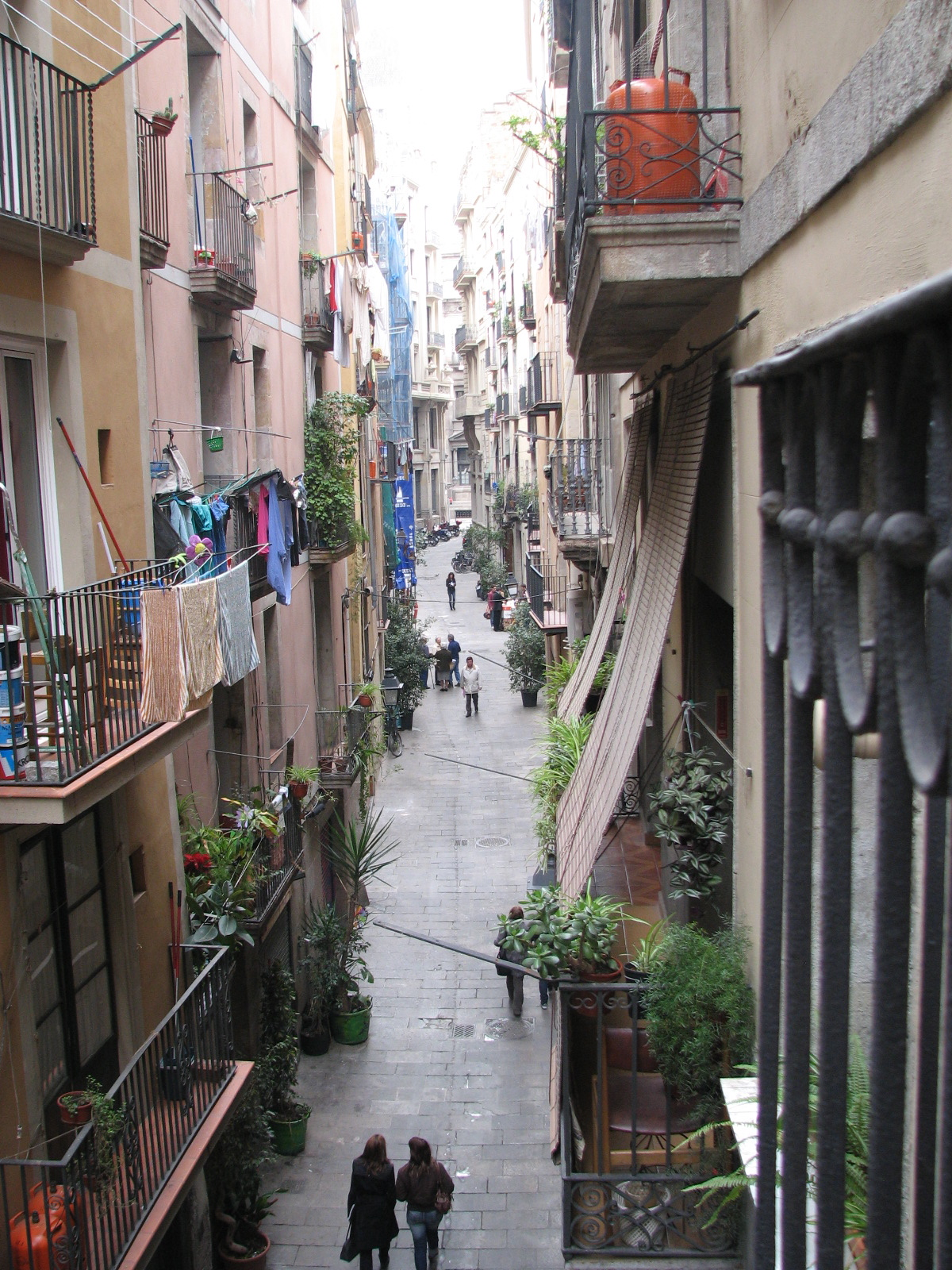
该区狭窄的街道

里贝拉（La Ribera，意为“海岸”）是巴塞罗那旧城区的一个社区。

## 历史
许多建筑可追溯到中世纪。在13-15世纪，这里真的位于海滨，是一个不错的社区，而今天的巴塞罗内塔当时还是一个小岛。著名建筑有海洋圣母圣殿，以及沿蒙卡达街（Carrer de Montcada）的建筑，包括毕加索博物馆、巴尔比耶 - 穆埃勒美术馆（Museu Barbier-Mueller d'Art Precolombí），和纺织博物馆。
另一个值得注意的地方是1714年围城期间死亡的加泰罗尼亚士兵万人坑现场。西班牙王位继承战争结束于巴塞罗那的陷落。战后，里贝拉区的一部分被拆除，来建造一座军事堡垒，以惩罚这座战败的城市。

## 博恩市场
该区的南部，公主街（Carrer de la Princesa）以南，毗邻巴塞罗内塔，被称为博恩市场（El Born），主宰这一地段的是贸易街（carrer del Comerç）上的19世纪市场。这是旧城区一个时髦的旅游区，受到外国游客的欢迎，有许多艺术精品店，酒吧和咖啡馆。
该区的最北部，里贝拉本身和圣佩雷，与博恩市场不同，并非游客区，虽然位于凯旋门和莱埃塔那大街（Via Laietana）之间，但是实际上是一个相当贫穷的地区，有大批移民劳工。
41°23′01″N 2°10′59″E / 41.38361°N 2.18306°E